# Japuaçu
Japuaçu ou japu-de-bico-encarnado (nome científico: Psarocolius bifasciatus) é uma espécie de ave da família Icteridae. É encontrada em diversos países da América do Sul, como Brasil, Venezuela, Colômbia, Equador, Peru e Bolívia.